# Wedding Wars
Wedding Wars (La guerra de las bodas en Latinoamérica) es una película estadounidense para televisión del año 2006 dirigida por Jim Fall. El guion está escrito por Stephen Mazur.

## Trama
Shel (John Stamos) se dedica a organizar fiestas y acepta organizar la boda de su hermano Ben (Eric Dane) con Maggie (Bonnie Sommerville), hija del gobernador de Maine (James Brolin). Pero cuando Shel descubre que su hermano (director de la campaña de reelección del gobernador) está detrás del discurso del gobernador contra el matrimonio entre personas del mismo sexo, decide declararse en huelga por la igualdad de derechos. La huelga de Shel va ganando adeptos a lo largo y ancho del país y la boda de su hermano queda en manos de una organizadora de fiestas que convierte todo en un desastre, lo que hace que la boda esté a punto de suspenderse.
- Datos: Q3067792